# Schlacht von Cetate
Oltenița – Achalziche – Başgedikler – Sinope – Cetate – Silistra – Nigojeti – Tscholok – Odessa – Kurekdere – Petropawlowsk-Kamtschatski – Alma – Sewastopol – Bomarsund – Balaklawa – Inkerman – Jewpatorija – Taganrog – Çorğun – Kars – Tschernaja – Malakow – Kinburn – Pariser Frieden
Die Schlacht von Cetate war Teil des Krimkrieges. Eine osmanische Armee unter dem Befehl von Ahmed Pascha versuchte erfolglos, die Stadt Cetate (Walachei) im heutigen Rumänien zu erobern.

## Vorgeschichte
Im Vorfeld der Schlacht besetzten russische Truppen das Fürstentum Moldau und weitere Gebiete auf der linken Donauseite wie die Walachei. Zeitgleich mit dem Einmarsch der Russen begann die osmanische Armee mit der Besetzung der rechten Donauseite.
Nachdem ein osmanisches Ultimatum, die besetzten Gebiete zu verlassen, am 4. Oktober 1853 abgelaufen war, begann Ahmed Pascha mit den Vorbereitungen für den Angriff auf die von den Russen besetzte, als Brückenkopf befestigte Stadt Cetate.

## Die Schlacht
Am 31. Dezember 1853 griff Ahmed Pascha, von Infanterie unterstützt, mit einigen tausend Reitern die Stadt an. Der Angriff konnte von dem russischen Oberst Baumgarten mit 2500 Mann zurückgeschlagen werden.
Nachdem auf beiden Seiten Verstärkung eingetroffen war, griff Ahmed Pascha die Stadt zum orthodoxen Weihnachtsfest am 6. Januar 1854, diesmal mit etwa 18.000 Mann, erneut an. Dieser Angriff war erfolgreich und die Russen mussten sich unter schweren Verlusten zurückziehen. Noch im Laufe des Tages erreichten jedoch weitere russische Verstärkungen von etwa 2500 Mann die Stadt und Ahmed Pascha zog sich aus Angst vor einer Niederlage zurück.

## Folgen
Der Ausgang der Schlacht kann als unentschieden gewertet werden. Nach schweren Verlusten zogen sich beide Seiten in ihre Ausgangspositionen zurück. Die Osmanen konnten zudem einen Zusammenschluss zwischen russischen und serbischen Streitkräften verhindern und den Vormarsch der russischen Streitkräfte in der Donauregion stoppen.